# Fugu
Fugu (河豚, 鰒, フグ?) es la palabra japonesa  utilizada para denominar  al pez globo y al plato japonés preparado a partir de la carne de este pez (especies del género Takifugu, Lagocephalus o Sphoeroides) o de peces erizo del género Diodon.

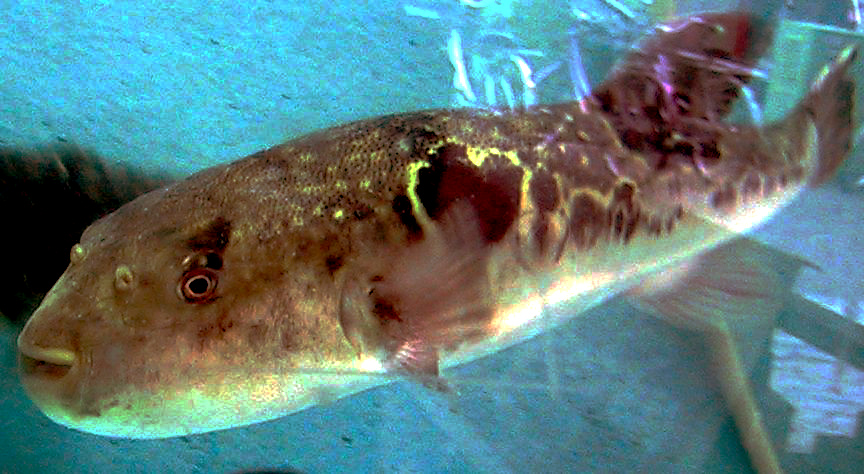
Fugu en una pecera.

El fugu puede ser mortalmente venenoso debido a su tetrodotoxina, por lo tanto,  debe ser cuidadosamente preparado para deshacerse o extirpar las partes tóxicas y evitar la contaminación de la carne.  La preparación del Fugu a nivel de restaurante está estrictamente controlada por la ley en Japón y en otros países, y sólo chefs que han calificado a través de un riguroso entrenamiento se les permite cocinar al pez.
El fugu se sirve como sashimi y chirinabe (hot pot con pescado y verduras). Una variedad de este último plato es llamado tetchiri en Osaka, el cual incluye al pez globo y verduras. Algunos consideran el hígado como la parte más sabrosa, pero es también la más venenosa y servir este órgano en restaurantes se prohibió en Japón en 1984. Debido a que el fugu es mortalmente venenoso si no se prepara correctamente, es por esto que se ha convertido en uno de los platos más célebres y notorios de la cocina japonesa.

## Toxicidad

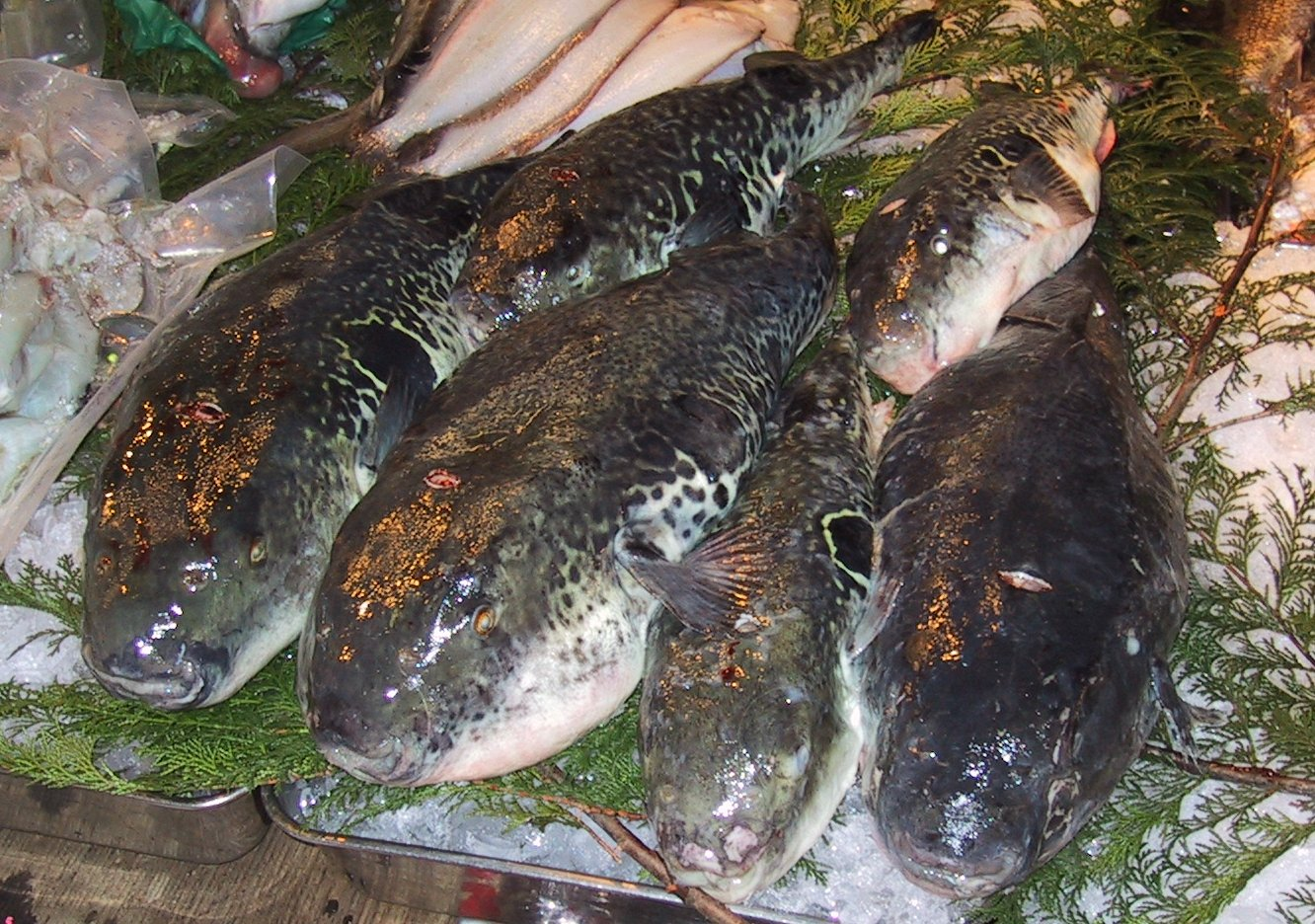
Torafugu a la venta para cocineros expertos en el mercado de pescado de Tsukiji de Tokio.

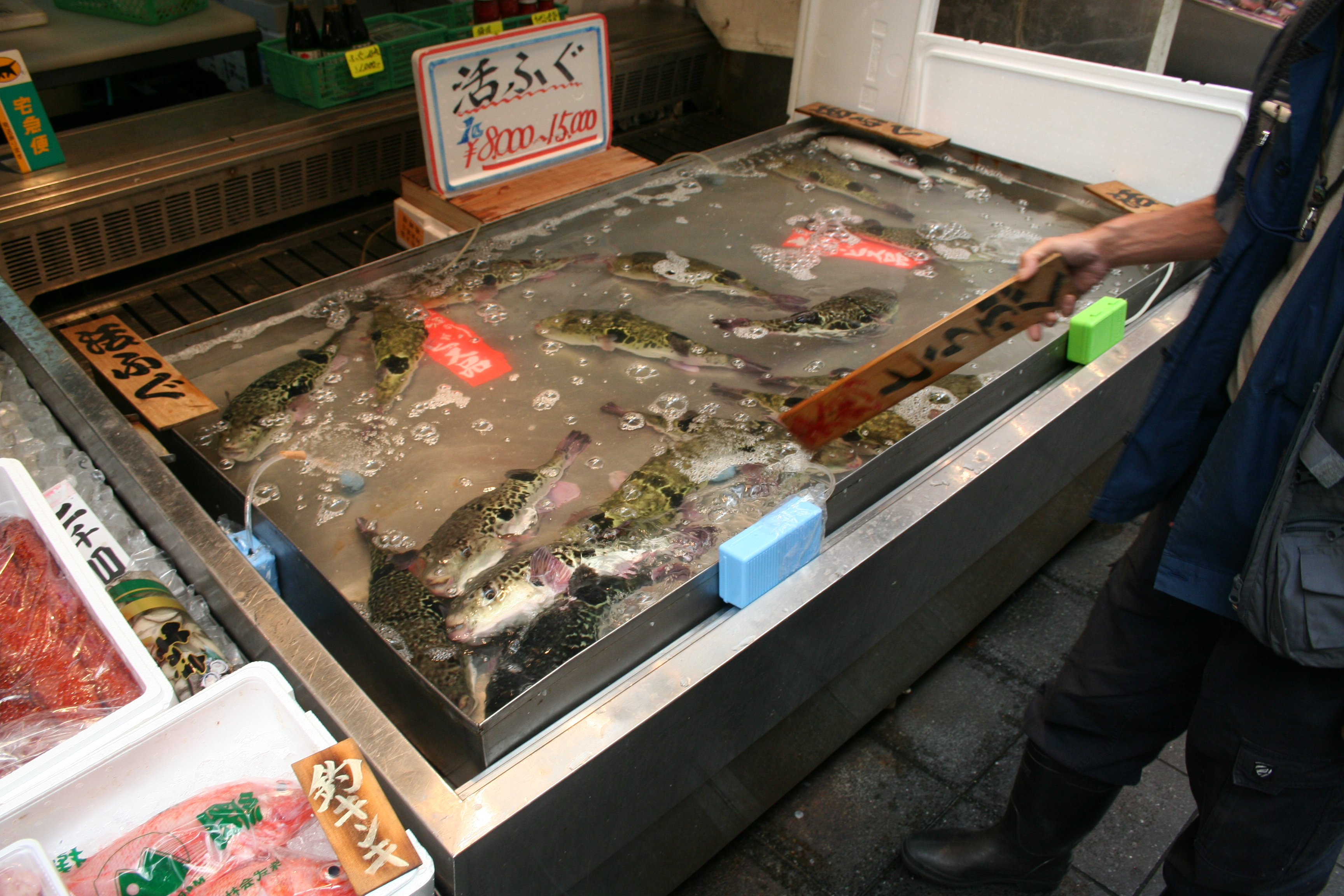
Fugu a la venta en una calle comercial de Osaka.

El fugu contiene cantidades letales de tetrodotoxina en los órganos, especialmente la región del hígado y los ovarios, y también en la piel. El veneno, un bloqueador de los canales de sodio, paraliza los músculos mientras la víctima permanece totalmente consciente y finalmente muere por asfixia. Actualmente no hay antídoto conocido, y el enfoque médico estándar es intentar apoyar los sistemas respiratorio y circulatorio hasta que el veneno se elimina.
En 2008, los avances en investigación y cultivo del fugu han permitido a algunos piscicultores producir masivamente ejemplares no tóxicos. Los investigadores averiguaron que la tetrodotoxina del fugu procedía del consumo de otros animales que tenían bacterias cargadas de esta, y desarrollaron inmunidad con el tiempo. Muchos piscicultores producen actualmente fugu libre de veneno manteniendo a los peces alejados de estas bacterias. Usuki, una ciudad de la prefectura de Ōita, se hizo famoso vendiendo fugu no venenoso. No ha habido casos de envenenamiento por estos ejemplares hasta la fecha.

## Consumo

### Historia
El fugu se ha consumido en Japón durante siglos. Se han hallado huesos de estos peces en diversos concheros llamados kaizuka del periodo Jōmon de al menos 2300 años de antigüedad. El shogunato Tokugawa (1603–1868) prohibió el consumo de fugu en Edo y su área de influencia, pero volvió a popularizarse cuando el poder del shogunato se debilitó. En regiones occidentales de Japón, donde la influencia del gobierno era menor y el fugu más fácil de pescar, se desarrollaron varios métodos de preparación para consumirlo con seguridad. Durante la era Meiji (1867–1912) el fugu fue prohibido de nuevo en muchas zonas de Japón. También fue la única delicia prohibida oficialmente al emperador de Japón, por su propia seguridad.

### Especies
La especie comestible más apreciada es el torafugu o pez globo tigre (Takifugu rubripes), que también es la más venenosa. También se consumen otras especies, como por ejemplo el higanfugu (T. pardalis), shosaifugu (T. vermicularis) y namera-fugu (T. porphyreus). El Ministerio de Salud, Trabajo y Bienestar de Japón ha creado una lista de las especies que contienen partes del cuerpo que pueden consumirse. Otros géneros que también pueden consumirse según dicha lista incluyen peces globo de los géneros Lagocephalus y Sphoeroides, y el pez erizo parecido (harisenbon) del género Diodon.

### Regulación
Actualmente existen leyes para proteger las poblaciones de fugu de la pesca excesiva. La mayoría del fugu se pesca actualmente en primavera, durante la época de cría, y se cría luego en jaulas flotantes en el Pacífico. El mayor mercado mayorista de fugu en Japón está en Shimonoseki.
El precio del fugu sube en otoño y alcanza su máximo en invierno, que es la mejor época para comerlo, ya que engordan para pasar la temporada de frío. El fugu se envía vivo al restaurante y se mantiene en éste en un tanque grande, normalmente bien visible. El fugu preparado también se encuentra disponible a menudo en tienda, que deben exhibir documentación oficial que les otorgue licencia para distribuirlo. Los ejemplares enteros no pueden venderse al público general.
Desde 1958 solo los cocineros con licencia especial pueden preparar y vender fugu al público. El aprendiz necesita de dos a tres años de práctica antes de poder someterse al examen oficial. Éste consiste en una prueba escrita, un test de identificación de peces y una prueba práctica consistente en preparar fugu y comerlo. Solo un 35% de los candidatos supera el examen. Esto se debe a la complejidad del proceso de examinado, en el que un pequeño error de cálculo termina en fracaso o, en casos extremadamente raros, en muerte. Debido al riguroso proceso, suele resultar seguro comer fugu preparado adquirido en restaurantes y mercados. Además, la mayoría del fugu vendido actualmente procede de ejemplares que solo tienen una pequeña cantidad de toxina.

#### Vísceras
Vender o servir el hígado (la parte más tóxica) es ilegal en Japón, pero esta «fruta prohibida» es consumida todavía en ocasiones por cocineros aficionados, a menudo con resultados fatales. En los años que siguieron a la derrota japonesa en la Segunda Guerra Mundial, cuando varios mendigos murieron tras comer vísceras de fugu encontradas en cubos de basura, se exigió a los restaurantes japoneses el almacenaje de los órganos internos venenosos en barriles especiales sellados que luego se incineran como residuos peligrosos.

### Preparación

#### Lecha

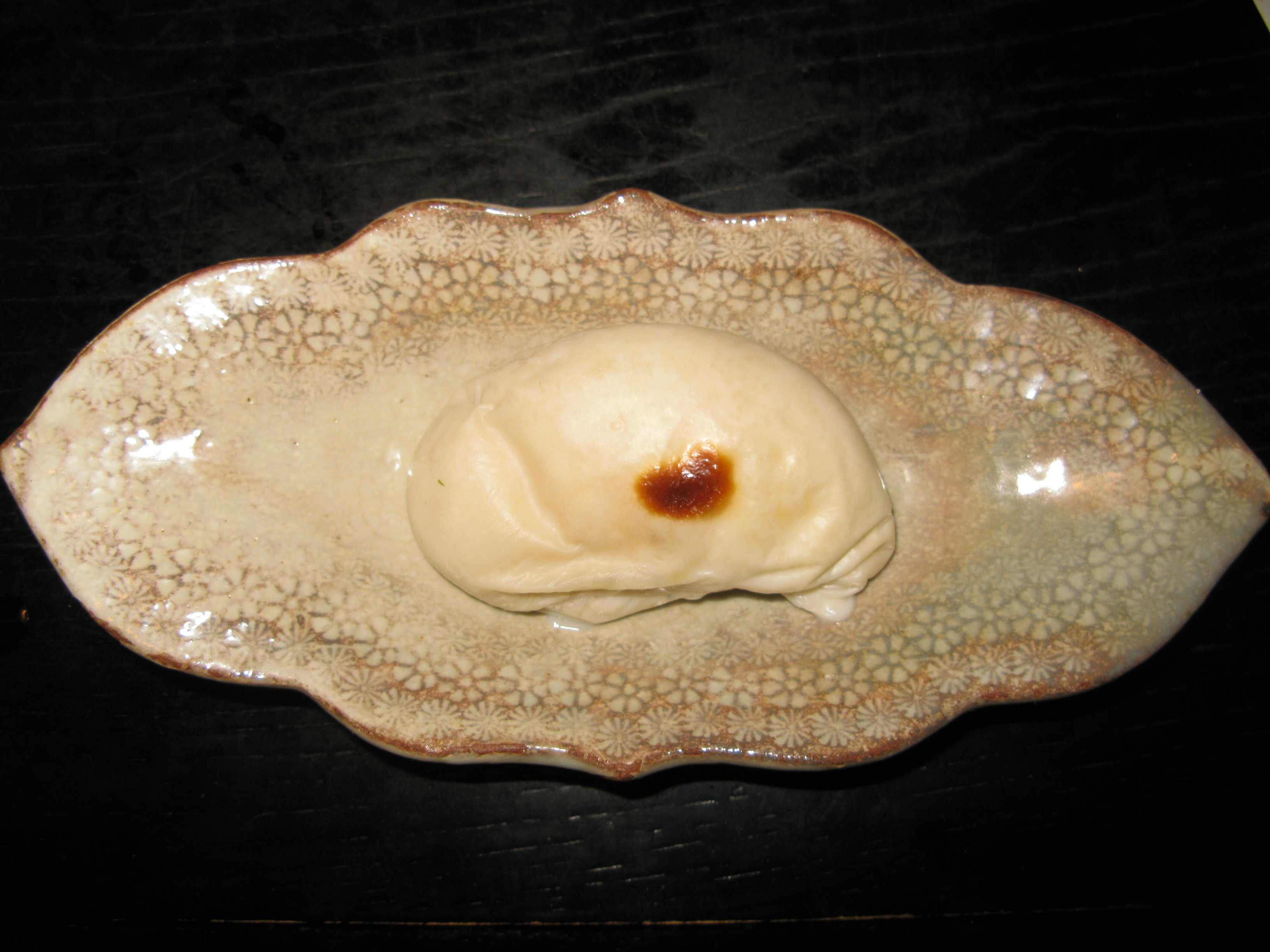
Fugu no Shirako

La hueva blanda o lecha (shirako) del pez globo es un ingrediente muy apreciado en Japón. Se encuentra a menudo en grandes almacenes de todo el país, y junto con la de bacalao es una de las lechas más populares. Suele asarse a la parrilla y servirse con sal.

#### Sashimi

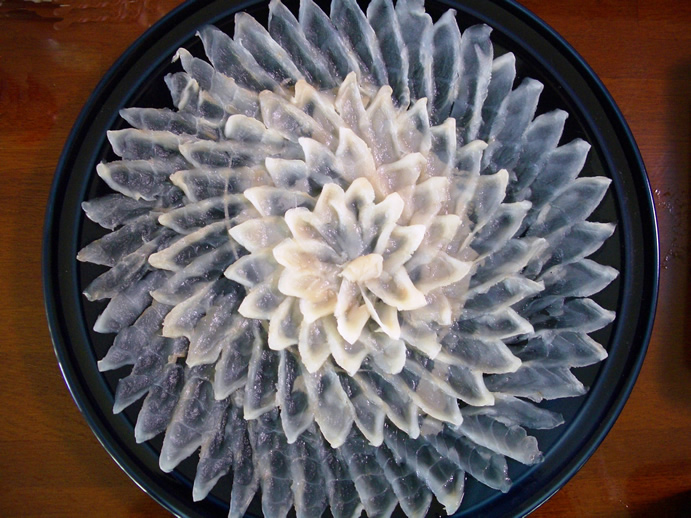
Plato de fugu sashi.

El plato más popular es el sashimi de fugu, también llamado fugu sashi o tessa, cortado tan fino que el dibujo del plato puede verse a través de la carne. Estas bandejas se disponen a menudo con forma de flor de crisantemo, que es importante en la cultura japonesa y simboliza la muerte.

#### Fritura
El fugu puede comerse  frito como fugu kara-age. Las aletas también se fríen y se sirven con sake caliente, en un plato llamado hire-zake.

#### Estofado
El fugu puede también estofarse a fuego lento con verdura como fugu-chiri, también llamado tetchiri, en cuyo caso el sabor muy suave del pescado resulta difícil de distinguir entre el de la verdura y la salsa.

#### Ensalada
Si se retiran las púas de su piel, ésta puede también comerse como parte de una ensalada llamada yubiki.

#### Encurtido
En varios lugares remotos se han ideado complejos procesos de encurtido, que permiten consumir las partes venenosas del fugu. Aunque los métodos exactos se mantienen en secreto, incluyen una maceración larga y fuerte en sake y sal durante unos 3 años.

## Envenenamiento
La tetrodotoxina es una neurotoxina muy potente que detiene la señales eléctricas de los nervios enlazándose a los poros de los canales de sodio de las proteínas de las membranas de las células nerviosas. La tetrodotoxina se ve afectada por la cocción. No cruza la barrera hematoencefálica, dejando a la víctima completamente consciente mientras paraliza el resto del cuerpo. En estudios con ratones, 8 μg de tetrodotoxina por kg de peso corporal mató al 50% de los animales. El propio pez globo es inmune al veneno debido a una mutación en la secuencia de la proteína del canal de sodio.
Los síntomas de la ingestión de una dosis letal de tetrodotoxina pueden incluir mareos, cansancio, dolor de cabeza, náuseas o dificultad para respirar. Del 50% al 80% de las víctimas muere entre 4 y 24 horas. La víctima sigue siendo plenamente consciente, pero no puede hablar ni moverse a causa de la parálisis, y pronto deja de respirar, asfixiándose. Si la víctima sobrevive a las primeras 24 horas, se recupera completamente.
No hay antídoto conocido, y el tratamiento consiste en un lavado de estómago, la ingestión de carbón activo para absorber la toxina, y las medidas habituales de soporte vital para mantener a la víctima con vida hasta que el veneno desaparezca. Toxicólogos japoneses de varios centros de investigación médica están trabajando en el desarrollo de un antídoto para la tetrodotoxina.
Como ya se ha mencionado, el fugu disponible comercialmente en supermercados o restaurantes es muy seguro y, aunque no imposible, el envenenamiento por estos productos es muy raro. La mayoría de las muertes por fugu ocurren cuando personas no entrenadas pescan y preparan el pescado, envenenándose accidentalmente. En algunos casos pueden comer incluso el altamente venenoso hígado a propósito como un manjar. Como no todos los peces son igual de venenosos esto no siempre produce la muerte, provocando a veces poco más que el deseado adormecimiento de los labios y la lengua durante el consumo y algún tiempo más. Sin embargo, en muchos casos este adormecimiento de los labios es solo el primer paso de un envenenamiento letal por fugu.
Las estadísticas de la Oficina de Bienestar Social y Salud Pública de Tokio señalan de 20 a 44 incidentes de envenenamiento por fugu anuales entre 1996 y 2006 en todo Japón, donde un solo incidente puede involucrar varios comensales. Cada año estos incidentes provocan entre 34 y 64 hospitalizaciones y de 0 a 6 muertes, con una tasa de mortalidad promedio del 6,8%. De los 23 incidentes registrados en Tokio entre 1993 y 2006, solo uno tuvo lugar en un restaurante, mientras que todos los demás fueron pescadores consumiendo sus capturas. Se han informado cifras mucho más altas años anteriores, y por ejemplo en 1958 —el primer año que la preparación de fugu necesitaba una licencia especial en Japón— 176 personas murieron por envenenamiento. Según el Instituto de Investigación del Fugu el 50% de las víctimas se envenenaron por comer el hígado, el 43% por los ovarios y el 7% por la piel. Una de las víctimas más famosas fue el actor de kabuki y Tesoro Nacional Viviente Bandō Mitsugorō VIII, que en 1975 pidió cuatro raciones de hígado de fugu y murió tras comerlas. El cocinero de fugu del restaurante no pudo rechazar la petición de un artista tan prestigioso, de forma que perdió su licencia por violar la ley.
Científicos de la Universidad de Nagasaki han informado la obtención con éxito de una variedad no tóxica de torafugu restringiendo la dieta del pez. Con más de 4800 peces cultivados y comprobados que no son tóxicos, existe bastante seguridad de que la dieta del pez y el proceso digestivo son lo que realmente produce las toxinas que hacen que sea mortal. Se dice que la versión no tóxica tiene el mismo sabor, pero es completamente segura para el consumo. Algunos escépticos dicen que las especies que se ofrecen como no tóxicas pueden ser otras y que la toxicidad no tiene nada que ver con la dieta.
Pruebas recientes han demostrado que la tetrodotoxina es producida por ciertas bacterias (como la como Pseudoalteromonas tetraodonis, algunas especies de Pseudomonas y Vibrio, además de algunas otros) y que estas son la fuente de la toxina en el pez globo.

## Disponibilidad
La mayoría de las ciudades japonesas tienen restaurantes de fugu, que pueden estar agrupados, ya que regulaciones anteriores establecían límites a la zona en la que podían abrirse, al facilitar la proximidad de los locales la entrega del fugu fresco. Un famoso restaurante especializado en este pez es Takefuku, en el distrito Ginza de Tokio. Zuboraya es otra popular cadena de Osaka.
El fugu también se consume en Corea del Sur, donde se conoce como bok (복). Es muy popular en las ciudades portuarias como Busan e Incheon. Se prepara según diversas recetas, como sopas o ensaladas, que suelen resultar muy caras.
Pocos restaurantes fuera de Japón sirven fugu. Por ejemplo, en 2003 solo 17 restaurantes en todo Estados Unidos tenían licencia para ello, 12 de los cuales estaban en Nueva York. El fugu se limpia primero de la mayoría de partes tóxicas en Japón y entonces se envía por aire congelado bajo licencia en contenedores de plástico transparente expresamente diseñados. Los cocineros de fugu estadounidenses se entrenan según el mismo riguroso procedimiento de Japón.
La venta de peces de este género está completamente prohibida en la Unión Europea.

## Uso científico
El Takifugu rubripes es un organismo modelo genético usado con frecuencia, de especial utilidad para los bioinformáticos. El genoma del fugu es inusualmente pequeño para un organismo de su complejidad, y contiene muy poco ADN basura. Su carácter compacto hace a esta secuencia genómica muy útil para identificar elementos funcionales conservados.
Más aún, las propiedades bloqueantes del canal de sodio de la tetrodoxina hacen que sea usada ampliamente en el estudio de los canales de iones en neurofarmacología.